# Passage du local au global
En mathématiques, et plus particulièrement en topologie, en analyse et en géométrie différentielle, le passage du local au global désigne toute démonstration dont les hypothèses portent sur des objets de nature locale et dont les conclusions portent sur des objets de nature globale.

## En topologie
- Toute fonction localement constante sur un espace connexe est constante.
- Toute fonction à valeurs réelles localement bornée sur un espace dénombrablement compact est bornée[1] et atteint automatiquement sa borne supérieure M (sinon, la fonction 1/(M – f) serait localement bornée et non bornée) et, de même, sa borne inférieure. (C'est une variante du théorème des bornes atteintes.)

## En analyse
- Une fonction complexe holomorphe sur un ouvert connexe de ℂn, nulle au voisinage d'un point est identiquement nulle (Voir Théorème des zéros isolés).
- Une fonction complexe holomorphe sur une variété complexe compacte est constante.

## Référence
1. ↑  (en) Kiyoshi Iséki, « On locally bounded functions », Proc. Japan Acad., vol. 35, no 6,‎ 1959, p. 279-280 (DOI 10.3792/pja/1195524325).